# Tommy Wright
Thomas James "Tommy" Wright (født 21. oktober 1944 i Liverpool, England) er en tidligere engelsk fodboldspiller, der tilbragte hele sin aktive karriere, fra 1964 til 1974, som højre back hos Everton F.C. i sin fødeby. Han spillede for klubben 373 ligakampe, og var med til at vinde både det engelske mesterskab og FA Cuppen.
Wright blev desuden noteret for tolv kampe for Englands landshold. Han repræsenterede sit land ved EM i 1968 og VM i 1970.

## Titler
Engelsk 1. division
- 1970 med Everton F.C.

FA Cup
- 1966 med Everton F.C.

Charity Shield
- 1970 med Everton F.C.